# Ministerio de Comercio Exterior (Argentina)
El Ministerio de Comercio Exterior, inicialmente Ministerio de Economía, fue una cartera del Poder Ejecutivo Nacional encargado de administrar el comercio exterior del país. Fue creado en 1949 como «Ministerio de Economía», denominación sustituida por «Ministerio de Comercio Exterior» en 1952; fue disuelto en 1955 durante la Revolución Libertadora.

## Historia
La Primera Disposición Transitoria de la reforma constitucional aprobada el 4 de marzo de 1949, creó el Ministerio Secretaría de Estado de Economía, encargaba de la «promoción, orientación y realización de la política económica». La misma reforma establecía el comercio exterior debía ser ejercido por el gobierno nacional. Bajo el funcionamiento del Ministerio de Comercio Exterior, tuvo a su cargo el Instituto Argentino de Promoción del Intercambio (IAPI). El titular del ministerio se designaba presidente del IAPI y su subsecretario vicepresidente del directorio.
Por la Ley 14.121 de junio de 1952, se sustituyó la denominación del Ministerio Secretaría de Estado de Economía por «Ministerio Secretaría de Estado de Comercio Exterior».
En octubre de 1954 también se creó el Instituto Nacional de Granos y Elevadores (INGE) —que a su vez reemplazó la Dirección Nacional de Granos y Elevadores, creada en 1949, y que luego daría lugar a la Junta Nacional de Granos— como entidad descentralizada del Ministerio de Comercio Exterior, a cargo del comercio de granos y subproductos en los mercados argentino e internacional.
Luego del golpe de Estado de septiembre de 1955, la Revolución Libertadora creó el Ministerio de Comercio, a cargo de César Augusto Bunge, y posteriormente disolvió el IAPI. El INGE quedó a cargo de las actividades comerciales del ex IAPI y en 1956 pasó a la órbita del Ministerio de Agricultura y Ganadería.

## Titulares
| N.º | Ministro             | Partido | Partido           | Periodo                                        | Presidente         |
| --- | -------------------- | ------- | ----------------- | ---------------------------------------------- | ------------------ |
| 1   | Antonio Cafiero      |         | Partido Peronista | 4 de junio de 1952 – 15 de abril de 1955       | Juan Domingo Perón |
| 2   | Julio Manuel Palarea |         | Partido Peronista | 15 de abril de 1955 – 21 de septiembre de 1955 | Juan Domingo Perón |